# Palazzo Ranuzzi
Palazzo Ranuzzi (detto anche Baciocchi, già Ruini) è un palazzo storico in stile barocco nel centro di Bologna, sede della Corte d'appello di Bologna.

## Storia
L'origine del palazzo risale al 1572, quando Carlo Ruini, nipote del celebre ed omonimo giurista, iniziò lo scavo delle fondamenta.
La facciata venne costruita attorno al 1582, probabilmente su disegno di Andrea Palladio: tale paternità non è del tutto certa, e sicuramente i lavori vennero realizzati da maestranze locali senza la supervisione del celebre architetto, morto due anni prima.
Estinta nel 1634 la famiglia Ruini, il palazzo non era ancora compiuto, e solamente in parte abitabile. Venne venduto nel 1679 al conte Marco Antonio Ranuzzi, la cui famiglia lo completò e lo impreziosì, facendone uno dei palazzi più sfarzosi ed importanti della città.
Lo scenografico scalone rococò realizzato nel 1695, dotato di due rampe ellittiche, è opera degli architetti bolognesi Giuseppe Antonio Torri e Giovanni Battista Piacentini. Le statue dello scalone sono di Filippo Balugani. La sala delle feste fu opera di Ferdinando Galli da Bibbiena e decorata da statue allegoriche di Giuseppe Maria Mazza. Numerose stanze del piano nobile presentano affreschi ad opera di numerosi artisti, tra cui Marco Antonio Franceschini, Giuseppe e Antonio Rolli, Vittorio Maria Bigari, Antonio Basoli, Felice Giani, Giovanni Battista Sangiorgi, e Pelagio Palagi.
Nel 1822 la famiglia Ranuzzi lo vendette al principe Felice Baciocchi, vedovo di Elisa Bonaparte, sorella di Napoleone I e per un breve periodo granduchessa di Toscana. Il nuovo proprietario, oltre ad ammodernare alcuni ambienti del piano nobile, acquistò alcuni edifici antistanti il palazzo, che fece abbattere creando l'attuale Piazza dei Tribunali. 
 Nel 1858 la figlia Elisa Napoleona Baciocchi vendette il palazzo al conte Matteo Grabinski, figlio del generale napoleonico Giuseppe Grabinski. 

Morto quest'ultimo, il Comune di Bologna acquistò il palazzo nel 1873, destinandolo a "sede della magistratura giudiziale".
Venne radicalmente ristrutturato nel 1993.

Foto di Paolo Monti, 1975
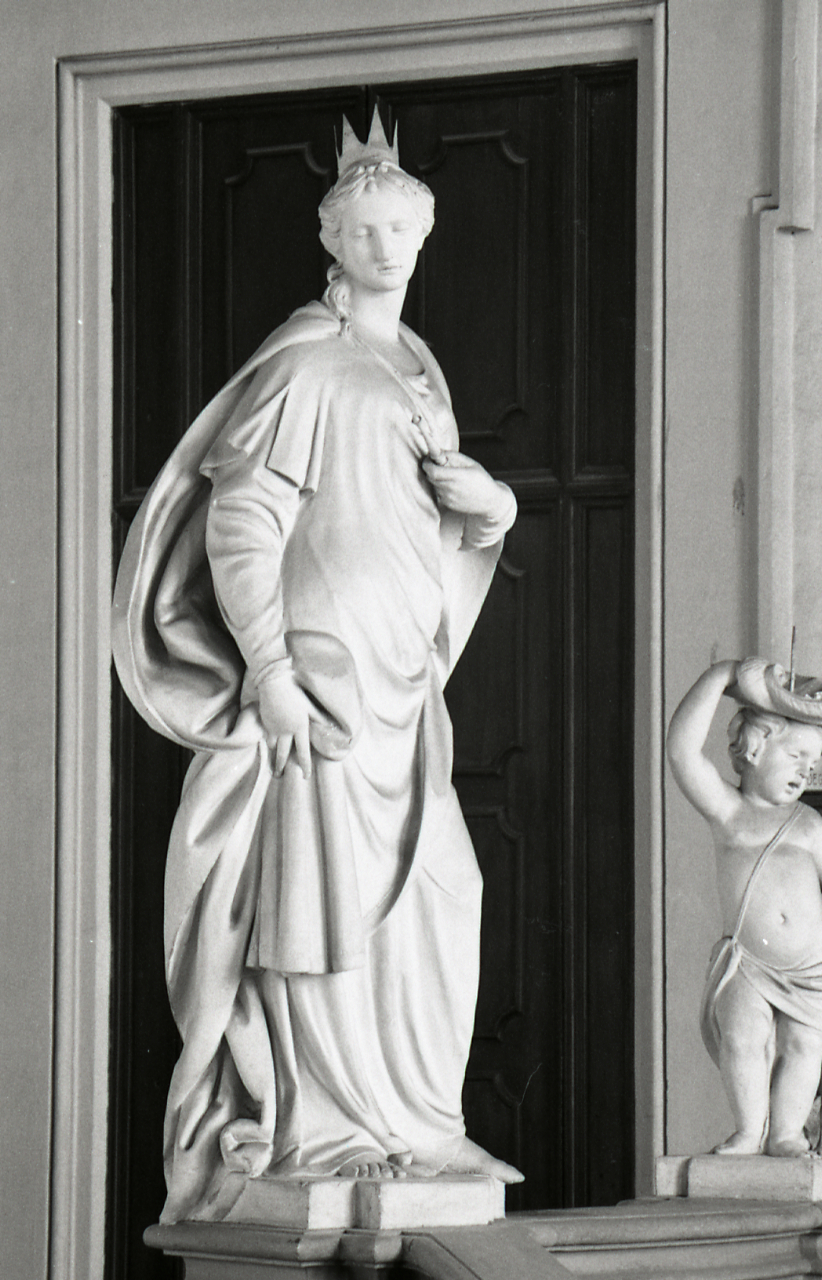
Scultura settecentesca
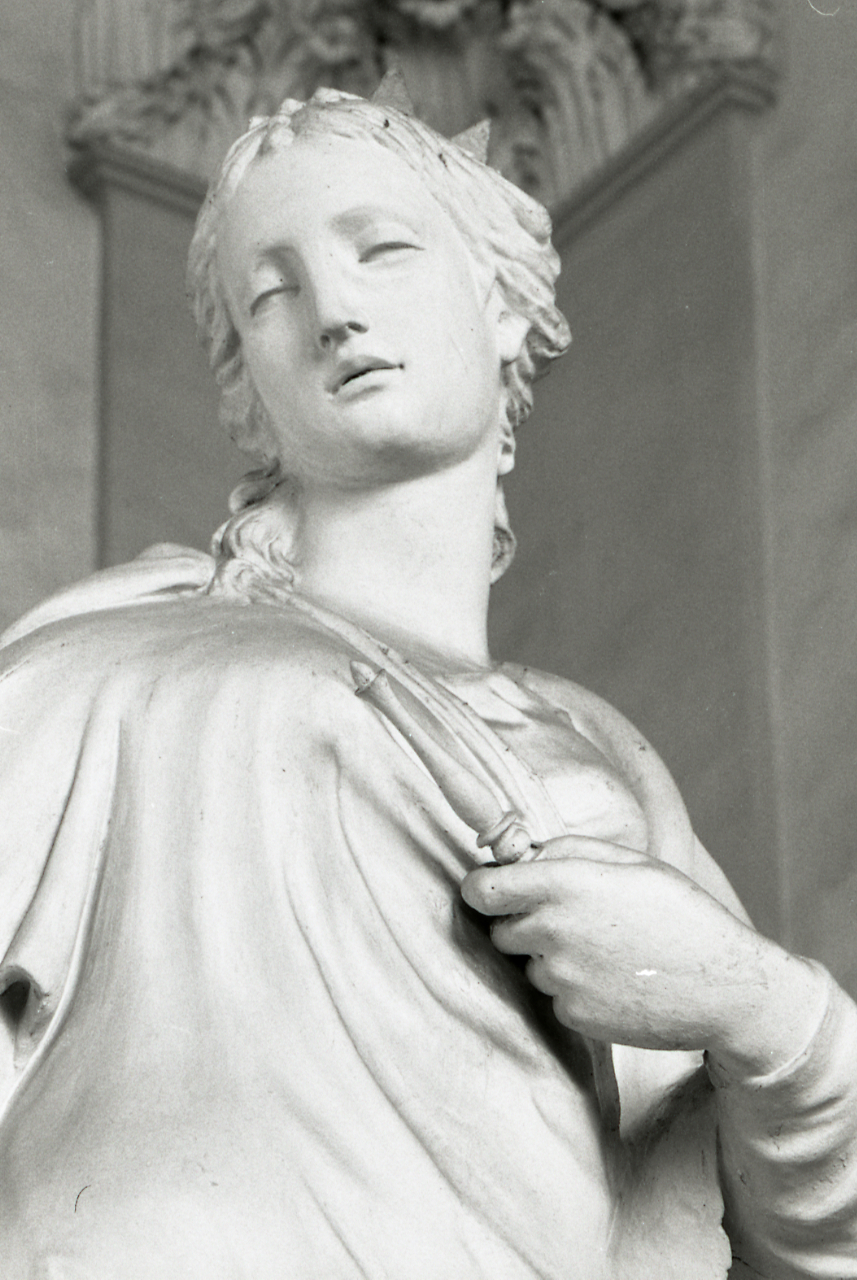
Scultura settecentesca
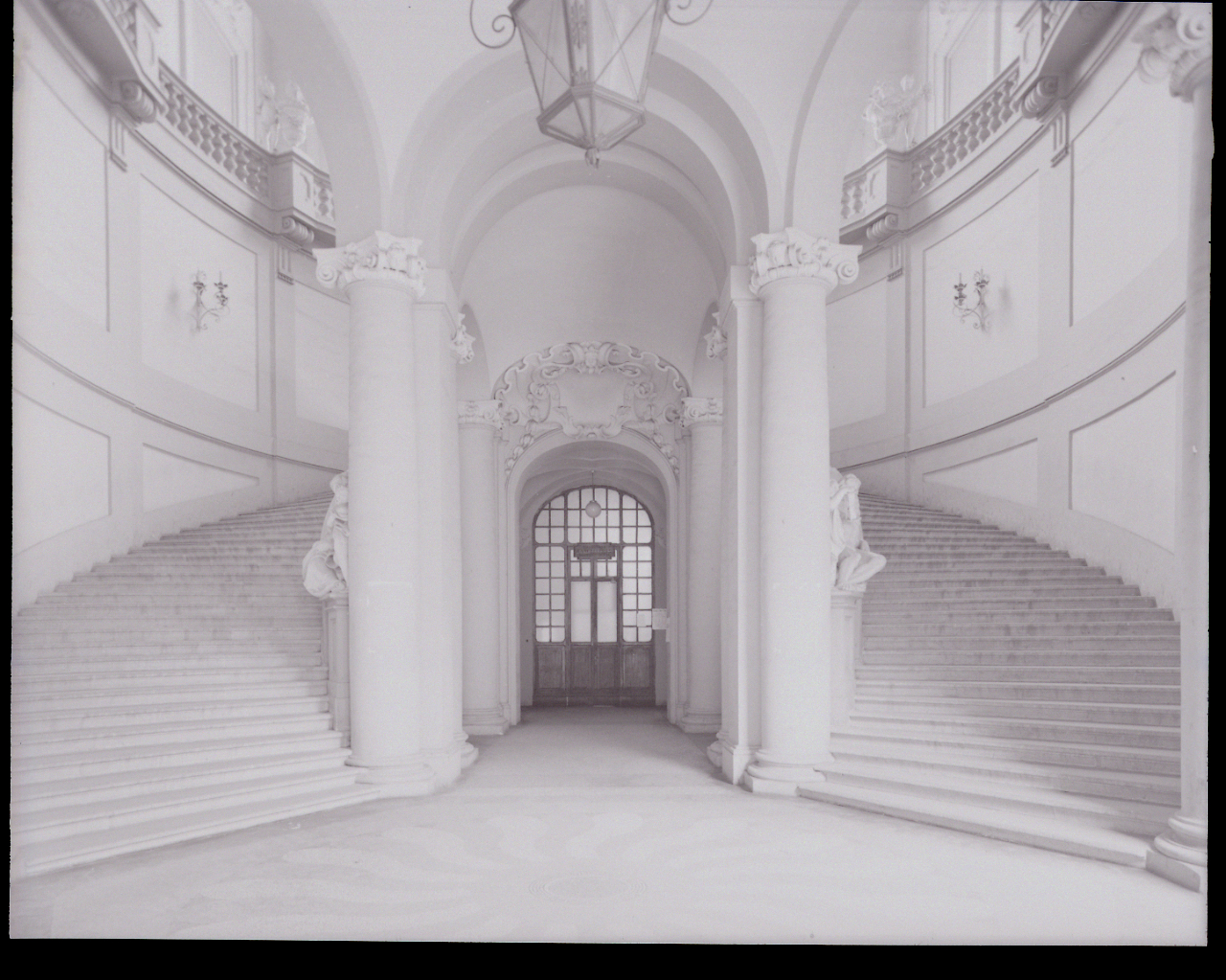
La scala